# П'єро Пелу
П'єро Пелу (італ. Piero Pelù; 10 лютого 1962, Флоренція) — італійський рок-музикант, співак, фронтмен культового рок-гурту Litfiba.
У липні 1999 року Pelu залишив Litfiba через напруженість у відносинах між ним і гітаристом Джиджо Ренціллі.
У 2000 році він випустив свій перший сольний альбом Né Buoni né cattivi.
У 2002 році його дует з поп-зіркою Індонезії, Anggun, з піснею "L'Amore immaginato" був на першому місці в національних італійських чартах Airplay протягом двох місяців.
Пелу має потужний вокал, що в тембрі та діапазоні підпадає під категорію баритон.
У 2009 році він повернувся назад до Litfiba.

## Дискографія

### У складі Litfiba
- Guerra (1982)
- Luna/La preda (1983)
- Eneide di Krypton (1983)
- Yassassin (1984)
- Desaparecido (1985)
- Transea (1986)
- 17 RE (1986)
- 12-5-87 (1987, live)
- Litfiba 3 (1988)
- Pirata (1989)
- El Diablo (1990)
- Sogno ribelle (1992)
- Terremoto (1993)
- Colpo di coda (1994)
- Spirito (1994)
- Lacio drom (1995)
- Mondi Sommersi (1997)
- Croce e delizia (1998)
- Infinito (1999)
- Litfiba Live '99 (2005)
- Stato libero di Litfiba
- Grande Nazione (2012)

### Сольна творчість
- Né buoni né cattivi (2000)
- U.D.S. - L'uomo della strada (2002)
- Soggetti smarriti (2004)
- Presente (2005)
- In faccia (2006)
- Storytellers (2007)
- Fenomeni (2008)

## Виноски
1. ↑  італійська Вікіпедія — 2001.